# Paolo di Narbona
Paolo di Narbona (III secolo – III secolo) è stato il primo vescovo di Narbona.

## Biografia
Fu uno degli "apostoli dei Galli" inviati (probabilmente sotto il pontificato di papa Fabiano, 236–250) durante il consolato di Decio e Grato (250–251 d.C.) per cristianizzare la Gallia dopo che le persecuzioni subite sotto l'imperatore Decio avevano quasi del tutto disperse le piccole comunità cristiane. Secondo gli agiografi, Fabiano inviò da Roma sette vescovi per predicare il Vangelo in Gallia: Graziano di Tours, Trofimo di Arles, Paolo di Narbona, Saturnino di Tolosa, Dionigi di Parigi, Marziale di Limoges e Austremonio di Clermont.
Gregorio di Tours (Historia Francorum I, 30), rifacendosi agli acta di Saturnino, afferma che Paolo fu tra quelli consacrati preti in Roma e poi inviati a ricostituire le comunità cristiane in Gallia. Saturnino di Tolosa e Dionigi (Denis) di Parigi subirono il martirio, Paolo invece sopravvisse  per istituire la comunità ecclesiale di Narbona divenendone il primo vescovo e qui terminare in pace i suoi giorni. L'affermazione da parte di Prudenzio secondo cui l'aver associato alla città di Narbona il nome di Paolo aveva reso entrambi famosi deve essere considerata come una iperbole letteraria. In una breve Vita Antiqua, databile al VI secolo e che fu curata dai Bollandisti, si legge che Paolo convertì gli abitanti di Béziers, affidandoli poi al vescovo Afrodisio, prima di interessarsi di Narbona, dove fece erigere due chiese. Un aneddoto racconta che due accoliti di Paolo posero ai piedi del suo letto un paio di pantofole da donna per accusarlo di condotta non appropriata ma Paolo fu miracolosamente in grado di confutarli e poi li perdonò.

## Identificazione con Sergio Paolo
Le leggende medievali hanno ricondotto ai tempi delle prime predicazioni apostoliche le figure dei sette apostoli della Gallia (si veda in particolare Marziale di Limoges), per rafforzare le tradizioni locali con richiami dei primi apostoli; una leggenda del genere identificò il Paolo del III secolo con il proconsole romano Sergio Paolo, che venne convertito da Paolo di Tarso (Atti 13:6-13). A causa di questa impropria connessione il Paolo della storia cristiana  è ancor oggi venerato a Narbona come "San Paolo-Sergio".  Si dice che il Sergio-Paolo fosse stato accompagnato in Gallia da Afrodisio, che era ritenuto colui che protesse la Sacra Famiglia durante la fuga in Egitto, e che poi divenne il primo vescovo di Béziers.
A Narbona la basilica di San-Paolo-Sergio è una chiesa collegiata costruita sul luogo della sepoltura di Paolo, il primo vescovo. Il sito è ai bordi di una estesa necropoli cristiana. Il primo santuario era costituito da una piccola basilica di 12 x 6,5 metri edificata nel IV secolo e distrutta dal fuoco nel V secolo, in seguito il luogo fu sede di un monastero. Come sede di pellegrinaggi la chiesa venne ricostruita varie volte tra il 1180 e il 1200, in un periodo di rinnovata agiatezza, rispettando sempre il tracciato delle antiche fondamenta. A seguito di un incendio, la ricostruzione del coro venne ripresa dal 1224. Le cripte paleocristiane sono ancor oggi visibili, con pavimenti a mosaico e sarcofagi del II e III secolo.
La basilica divenne il centro del Bourg Saint Paul, distaccato dalla cittadella romana di Narbona, protetto da proprie mura e governato da propri consoli. "La rana di San Paolo", riconoscibile nelle venature di un marmo della fonte battesimale, ha dato luogo alla nascita di fantasiosi aneddoti.